# Amamoor
Amamoor – miasto w Australii, w stanie Queensland.